# Estación de Prado de la Guzpeña
Prado de la Guzpeña es un apeadero ferroviario situado en el municipio español de Prado de la Guzpeña en la provincia de León, comunidad autónoma de Castilla y León. Forma parte de la red de ancho métrico de Adif, operada por Renfe Operadora a través de su división comercial Renfe Cercanías AM. Está integrada dentro del núcleo de Cercanías León al pertenecer a la línea C-1f, que une la estación de León-Matallana con la estación de Guardo-Apeadero. Cuenta también con servicios regionales de la línea R-4f, que une León con Bilbao. En 2021 la estación registró la entrada de 129 usuarios, correspondientes a los servicios de cercanías y regionales de Media Distancia.

## Situación ferroviaria
La estación se encuentra en el punto kilométrico 69,6 de la línea férrea de ancho métrico de La Robla y León a Bilbao (conocido como Ferrocarril de La Robla), entre las estaciones de La Llama de la Guzpeña y Cerezal de la Guzpeña, a 1066,66 metros de altitud. El tramo es de vía única y no está electrificado. Según Adif, la denominación oficial de la línea a la que pertenece la estación es la 08-790 (Asunción Universidad-Aranguren).

## Historia

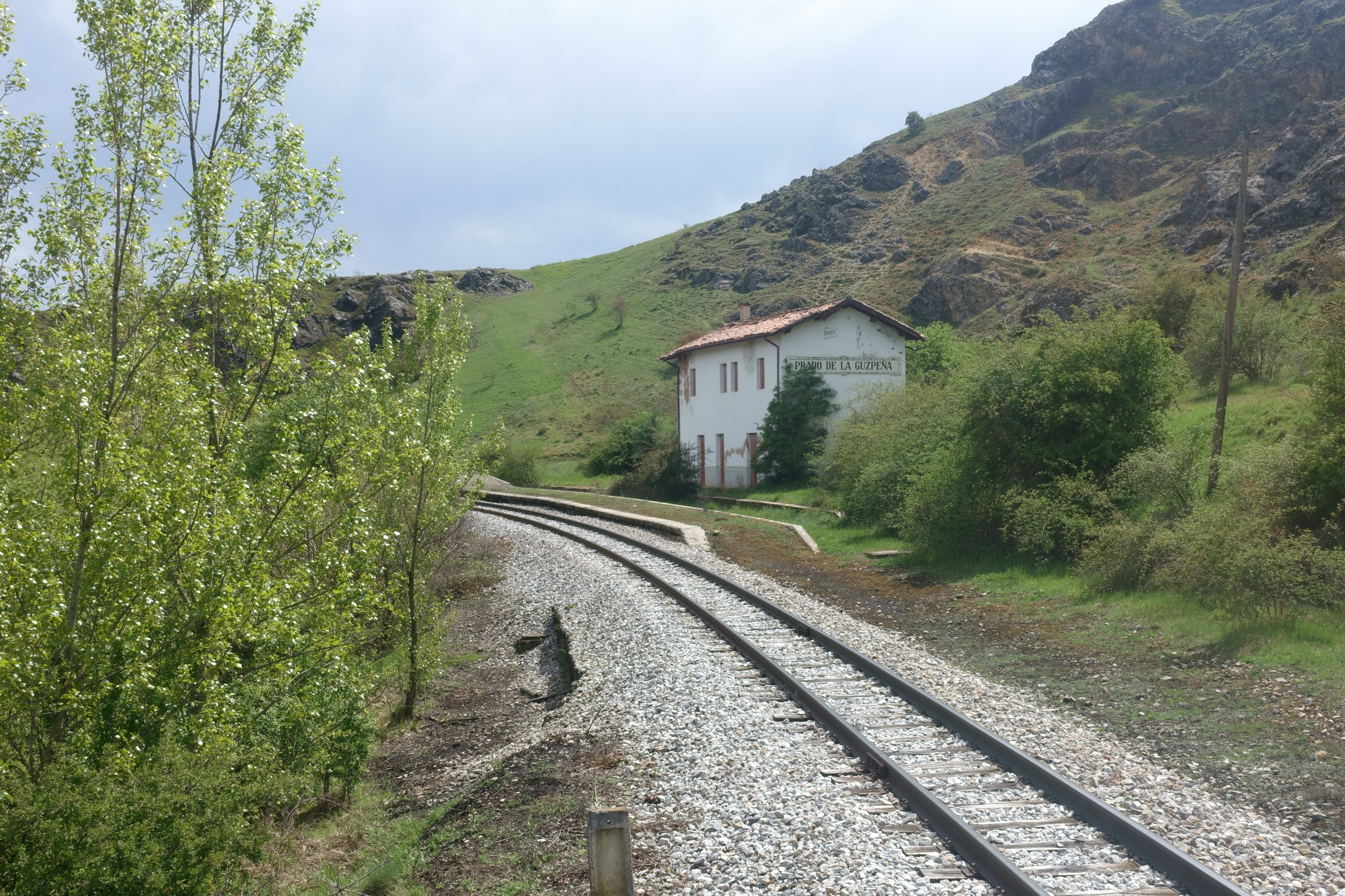
Antigua estación de FEVE de Prado de la Guzpeña, sin servicio desde 1991.

Tras la ceremonia de inauguración de la línea el 11 de agosto de 1894, la estación fue abierta al tráfico el 14 de septiembre de 1894 con la puesta en marcha del tramo Cistierna-Sotoscueva de la línea que pretendía unir La Robla con Bilbao, quedando La Robla y Bilbao definitivamente unidas sin transbordo en 1902. No obstante, la primera Estación de Prado no se erigió hasta principios del siglo XX, ya figurando en los horarios de 1911, siendo una de las estaciones construidas con posterioridad a la finalización de la línea.
Las obras y la explotación inicial de la concesión corrieron a cargo de la Sociedad del Ferrocarril Hullero de La Robla a Valmaseda, S.A. (que a partir de 1905 pasó a denominarse Ferrocarriles de La Robla, S.A.). En 1972, FEVE compró la compañía debido a la decadencia que padecía la línea, provocada por la falta de rentabilidad que sufrió la industria del carbón. Sin embargo, bajo el mandato de la empresa pública la explotación empeoró y la línea se cerró parcialmente en 1991. Esta medida no fue bien aceptada por los vecinos de las zonas afectadas que pidieron su reapertura. A partir de 1993, la línea comenzó a prestar servicio por tramos. En noviembre de 1993 se reabrió el tramo Matallana-Cistierna y en noviembre de 1994 se extendió hasta Guardo, alcanzando a Prado de la Guzpeña. Posteriores acuerdos siguieron en la vía de mantener el servicio. El tramo Arija-Guardo (cerrado en 1991) fue reabierto al tráfico en 1998 para el transporte de carbón. El 19 de mayo de 2003 se reanudó el tráfico de viajeros entre León y Bilbao, merced a un acuerdo con la Junta de Castilla y León. En 2005 y años sucesivos se confirmó la colaboración entre el gobierno de Castilla y León y FEVE. Con la reapertura de la línea, la antigua estación quedó definitivamente abandonada y se desplazó la parada unos 200 metros al norte, acercando las nuevas instalaciones, ya convertidas en apeadero, a la población.
El 1 de enero de 2013, se disolvió la empresa Feve en un intento del gobierno por unificar vía ancha y estrecha, encomendándose la titularidad de las instalaciones ferroviarias a Adif y la explotación de los servicios ferroviarios a Renfe Operadora, distinguiéndose la división comercial de Renfe Cercanías AM para los servicios de pasajeros y de Renfe Mercancías para los servicios de mercancías.

## La estación
Se encuentra situada en pleno casco urbano de la población, muy próximo a un pintoresco puente centenario sobre las vías. Las instalaciones se reducen a un refugio de obra situado sobre el andén, frente al cual se sitúa la única vía principal. El andén se sitúa a la derecha en kilometraje ascendente. Visible desde el apeadero y en kilometraje descendente (sentido León) se puede ver el antiguo edificio de viajeros de la vieja estación al pie de una ladera, ya fuera de servicio, que consta de dos alturas y tejado a dos aguas. Esta antigua estación disponía de un andén lateral, uno central y dos vías, habiendo sido retirada la vía derivada frente al antiguo edificio de viajeros.

## Servicios ferroviarios

### Regionales
Los trenes regionales que realizan el recorrido León - Bilbao (línea R-4f) tienen parada en la estación. Su frecuencia es de 1 tren diario por sentido. En las estaciones en cursiva, la parada es discrecional, es decir, el tren se detiene si hay viajeros a bordo que quieran bajar o viajeros en la parada que manifiesten de forma inequívoca que quieren subir. Este sistema permite agilizar los tiempos de trayecto reduciendo paradas innecesarias.
Las conexiones ferroviarias entre Prado de la Guzpeña y el resto de estaciones de la línea, para los trayectos regionales, se efectúan exclusivamente con composiciones de la serie 2700
| Línea | Origen/Destino   | Paradas intermedias | Destino/Origen |
| ----- | ---------------- | --- | -------------- |
|       | Bilbao Concordia | Amézola · Basurto Hospital · Zorroza-Zorrozgoiti · Iráuregui · Zaramillo · Sodupe · Aranguren · Aranguren-Apeadero · Zalla · Valmaseda · Arla-Berrón · Ungo-Nava · Mercadillo-Villasana · Cadagua · Bercedo-Montija · Quintana · Espinosa de los Monteros · Redondo · Sotoscueva · Pedrosa · Dosante Cidad · Robredo Ahedo · Soncillo · Cabañas de Virtus · Arija · Llano · Las Rozas de Valdearroyo · Montes Claros · Los Carabeos · Mataporquera · Cillamayor · Salinas de Pisuerga · Vado-Cervera · Castrejón de la Peña · Villaverde-Tarilonte · Santibáñez de la Peña · Guardo-Apeadero · Guardo · La Espina · Valcuende · Puente Almuhey · Cerezal de la Guzpeña · Prado de la Guzpeña · La Llama de la Guzpeña · Valle de las Casas · Sorriba · Cistierna · La Ercina · Boñar · La Vecilla · Matallana · San Feliz · Asunción/Universidad · Ventas/San Mamés | León-Matallana |

### Cercanías
Forma parte de la línea C-1f de Cercanías León. Las circulaciones que prestan servicio a esta estación son las que realizan el recorrido completo de la línea hasta Guardo-Apeadero efectuando parada en todas las estaciones del recorrido. La frecuencia que presenta es de un tren diario por sentido, tanto los días laborables como los sábados y festivos. Este servicio complementa al tren regional.
Las conexiones ferroviarias entre Prado de la Guzpeña y el resto de estaciones de la línea, para los trayectos de cercanías, se efectúan con composiciones serie 2700 y de la serie 2600.
| procedencia/destino | < estación             | Línea | estación >            | destino/procedencia |
| ------------------- | ---------------------- | ----- | --------------------- | ------------------- |
| León-Matallana      | La Llama de la Guzpeña |       | Cerezal de la Guzpeña | Guardo-Apeadero     |